# 山際哲夫
山際 哲夫（やまぎわ てつお、1948年3月21日 - ）は、和歌山県田辺市出身の医師。
やまぎわ整形外科院長。京都大学ギャングスターズチームドクター。日本臨床スポーツ医学会評議委員。日本アメリカンフットボール協会医科学委員、安全対策委員。

## 経歴
- 1948年（昭和23年）3月21日 - 和歌山県田辺市に生まれる
- 1974年（昭和49年）4月 - 京都府立医科大学卒業、整形外科学教室入局
- 1981年（昭和56年）4月 - 松下電器健保組合松下病院（現松下記念病院）整形外科主任、スポーツ外来担当
- 1981年（昭和56年）～2009年（平成21年）9月 - Vリーグのパナソニック・パンサーズのチームドクター
- 1984年（昭和59年）4月 - 京都府立医科大学整形外科助手、スポーツ整形外来担当
- 1984年（昭和59年）4月～1997年（平成5年）3月 - 松下電器健保組合松下病院（現松下記念病院）非常勤
- 1986年（昭和61年）4月～1997年（平成5年）3月 - 京都教育大学体育学科助教授（スポーツ医学研究室)、京都府立医科大学客員講師、学際研究所附属病院非常勤、奈良女子大学文学部非常勤講師
- 1997年（平成5年）6月15日 - やまぎわ整形外科開業
- 2003年（平成15年）4月～2006年（平成18年）3月 - 京都産業大学非常勤講師